# Boerenhoek (Lingewaard)
Boerenhoek is een buurtschap in de Nederlandse gemeente Lingewaard (provincie Gelderland), behorend bij Angeren. De buurtschap ligt op de grens met Doornenburg en heette vroeger Lodderhoek. De straat Boerenhoek alhier is ontstaan uit een sociale-woningbouwproject uit 1912, aan de Rijndijk ten zuidoosten van Angeren.
In Boerenhoek ligt de toerit van de spoortunnel Pannerdensch Kanaal, die onderdeel is van de Betuweroute. De buurtschap bestaat verder uit een aantal boerenbedrijven en enkele tientallen huizen. De bedrijvigheid omvat onder meer een biologische wijngaard.
Dorpen: Angeren · Bemmel · Doornenburg ·  Gendt · Haalderen · Huissen · Ressen

Buurtschappen: Baal · Bergerden · Boerenhoek · Doornik · Flieren · Hoeve · Honderdmorgen · Hulhuizen · Kapel · Klein Baal · Kommerdijk · Looveer · De Pas (Bemmel) · De Pas (Doornenburg) · Sterreschans · Vossenpels (deels) · Het Zand · Zandheuvel · Zandvoort